# Huragan Betsy
Huragan Betsy – drugi huragan w porze huraganów atlantyckich w 1965 roku. W jego wyniku śmierć poniosło 81 osób. Ze względu na znaczne straty materialne oraz straty w ludziach, jakie wywołał Betsy, nazwa ta została wycofana z ponownego użycia w nazewnictwie cyklonów tropikalnych nad Atlantykiem.